# Медична статистика
Медична статистика займається застосуванням статистики в медицині та науках про здоров'я, включно з епідеміологією, охороною здоров'я, судовою медициною (Forensic medicine) та клінічними дослідженнями.
Медична статистика вивчає:
- кількісні та якісні характеристики здоров'я населення;
- розвиток системи охорони здоров'я держави;
- визначає вплив на них соціально-економічних, медико-біологічних та інших факторів;
- обґрунтовує використання різноманітних статистичних методів для оброблення та аналізу результатів медичних досліджень (клінічних, експериментальних, епідеміологічних, гігієнічних, медико-соціальних)

Медична статистика була визнаною галуззю статистики у Королівстві Великої Британії, але цей термін не набув загального вжитку в Північній Америці, де більш широко використовується термін «біостатистика». Однак «біостатистика» частіше означає всі застосування статистики у біології.
Медична статистика є субдисципліною статистики. «Це наука про узагальнення, збір, представлення та інтерпретацію даних у медичній практиці та їх використання для оцінки величини асоціацій і перевірки гіпотез. Вона відіграє центральну роль у медичних дослідженнях. Це не тільки забезпечує спосіб організації інформації на ширшій і більш формальній основі, ніж покладатися на обмін анекдотами та особистим досвідом, але також бере до уваги внутрішню варіацію, притаманну більшості біологічних процесів».

## Розділи медичної статистики
У Медичній статистиці виокремлюють статистику здоров'я населення, статистику охорони здоров'я та статистику клінічну (біостатистику).
Статистика здоров'я населення вивчає кількісні та якісні характеристики стану здоров'я населення загалом та окремих його груп (дітей, дорослих, вагітних тощо), а також вплив на нього різноманітних чинників (соціально-економічних, екологічних, медико-біологічних та інших). Об'єднує:
- демографічну статистику;
- статистику захворюваності;
- статистику інвалідності;
- статистику фізичного розвитку.

Статистика охорони здоров'я досліджує кількісні та якісні характеристики ресурсів системи охорони здоров'я держави (кількість закладів охорони здоров'я, їхню потужність, кількість лікарів за кожним фахом тощо) та аналіз ефективності діяльності системи охорони здоров'я.
Статистика клінічна (біостатистика) — розділ математичної статистики для обробки результатів біологічних експериментів. Біологічна статистика вивчає кількісні та якісні характеристики видової діяльності організму людини (вміст різноманітних макро- та мікроелементів у крові, сечі або інших біологічних рідинах, чисельність клітин крові тощо) під час різноманітних фізіологічних (вагітність) та патологічних (кома, хвороба, переохолодження тощо) станів організму.
Пов'язана з дослідженням принципів і методології, що використовуються в дизайні та аналізі клінічних досліджень і застосуванні статистичної теорії в клінічній медицині.
З моменту заснування в 1978 році існує Товариство клінічної біостатистики з щорічними конференціями.
Клінічна біостатистика викладається в післядипломних біостатистичних і прикладних статистичних ступенях, наприклад, як частина програми BCA Master of Biostatistics в Австралії.
Фармацевтична статистика
Застосування статистики до питань, що стосуються фармацевтичної промисловості. Це може стосуватися питань планування експериментів, аналізу випробувань ліків і питань комерціалізації ліків.
Існує багато професійних організацій, які займаються цією сферою, зокрема:
- Європейська федерація статистиків у фармацевтичній промисловості (EFSPI)
- Статистики у фармацевтичній промисловості[en] (англ. PSI)

Є також такі журнали:
- Статистика в медицині (англ. Statistics in Medicine)
- Фармацевтична статистика (англ. Pharmaceutical Statistics (journal))

## Методологія
Методологією медичної статистики є взаємозалежне вивчення явищ в їхньому історичному розвитку всередині суспільства. У медичній статистиці застосовуються різноманітні методи:
- Метод порівняння — коли одне явище вивчається в різних групах населення (згідно статі, віку, соціального стану, роду занять тощо) або на різних територіях.
- Епідеміологічний метод — історично раніше використовувався для вивчення інфекційних хвороб, натепер — для вивчення усіх аспектів медицини. Є методом кореляції та регресії між явищем і факторами, що перебувають з ним в причинно-наслідковому зв'язку.
- Факторіальний аналіз використовується для вивчення закономірностей динаміки і структури явищ.
- Математичні методи: методи прогнозування, оперативні та системні дослідження.
- Експериментальний метод використовується для вивчення явищ, що імітуються в лабораторних умовах або в умовах реформування медичної допомоги.

## Основні поняття і терміни
Показники здоров'я населення:
Розрізняють здоров'я населення (громадське здоров'я) і здоров'я індивіда (індивідуальне здоров'я). Для оцінювання стану здоров'я населення використовують три групи показників:
- медичні;
- соціального благополуччя (демографічна ситуація, показники факторів навколишнього середовища (екологічні фактори, екологічні чинники), спосіб життя, рівень надання медичної допомоги);
- показникі психічного благополуччя (захворюваність психічними розладами, частота невротичних станів і психопатій, тощо)

Медичні показники здоров'я населення:
- Медико-демографічні;
- Захворюваність та Хворобливість (поширеність захворювання);
- Інвалідність та інвалідизація;
- Фізичний розвиток населення.

Новонароджених дітей з вагою при народженні менше за 2500г, оцінюють за морфологічною та функціональною зрілістю:
- дитиною з малою вагою тіла, якщо маса тіла при народженні <2500 грамів;
- дитиною з дуже малою вагою тіла, якщо маса тіла при народженні <1500 грамів;
- дитина з надзвичайно малою вагою тіла, якщо маса тіла при народженні <1000 грамів.

Мала вага при народженні найчастіше спричинена передчасними пологами (до 37 тижнів вагітності). У передчасно народженого новонародженого менше часу в утробі матері (матці), щоб рости та набирати вагу. Більшість ваги дитини набирається протягом останніх тижнів вагітності. Іншою причиною низької маси тіла при народженні є стан, який називають затримкою внутрішньоутробного розвитку. Це відбувається, коли дитина погано росте під час вагітності, що може бути пов'язано з проблемами із плацентою, зі здоров'ям матері або зі здоров'ям дитини. Дитина з малою вагою при народженні може бути здоровою, навіть якщо вона мала, але така дитина з може мати багато серйозних проблем зі здоров'ям.
Медико-демографічні показники поділяються на:
- показники природного руху населення: народжуваність, смертність, природний приріст населення, очікувана середня тривалість життя, показник постаріння населення, фертильність (родючість, плодючість, репродуктивна здатність);
- показники механічного руху населення (міграція населення): еміграція, імміграція.

Народжуваність і смертність населення обчислюється на основі реєстрації кожного випадку народження і смерті у відділах реєстрації актів громадянського стану (РАЦС). Статистичне вивчення та оцінка смертності здійснюється методом екстенсивного та інтенсивного аналізу. Поводиться аналіз смертності: загального рівню смертності (всього населення), смертності від окремих причин, стандартизованого співвідношення смертності (чоловіків і жінок, міського і сільського населення), стандартизованого рівня смертності окремих вікових груп (діти, особи працездатного віку, тощо), показниквтрачених років потенційного життя. Найважливішими показниками здоров'я населення є:
- Смертність дітей першого року життя.
- Перинатальна смертність.
- Материнська смертність.

На вищезгадані показники впливають: соціально-економічні чинники та обумовлений ними спосіб життя, політика в галузі охорони здоров'я, охорона здоров'я жінок і дітей.
Захворюваність відображає ступінь пристосованості популяції до умов середовища. Аналіз стану захворюваності дає поштовх для:
- розробки нових ефективних методів первинної та вторинної профілактики захворювань;
- заходів щодо зменшення шкідливого впливу факторів ризику на здоров'я;
- поліпшення якості надання медичної допомоги населенню.

Для визначення розповсюдженості певного інфекційного захворювання в епідеміології використовують терміни:
- Епідемія.
- Пандемія.

З огляду на досвід боротьби з COVID‑19 з'явився новий термін, який може замінити термін «пандемія», — синдемія COVID‑19, який поєднує в собі слова «синергія» та «пандемія». Синдемія — це синергетична епідемія. Цей термін було розроблено Меррілом Зінгером (Merrill Singer) у середині 1990-х років. Ключовими поняттями є концентрація хвороби, взаємодія хвороб і соціальні сили, що лежать в їх основі. Поєднання захворювань, з взаємодіями або без них, відоме як коморбідність та коінфекція.
Характеристику швидкості розповсюдження інфекційного процесу можна оцінити за часовими показниками:
- Інкубаційний період — час від інфікування людини або тварини до прояву перших симптомів.
- Серійний інтервал — час від прояву симптомів в інфікованої особи до прояву симптомів у того, кого вона своєю чергою інфікувала.
- Базове репродукційне число — середня кількість людей, яку в середньому заразить інфікована персона за час перебігу хвороби.
- Контагіозність (заразливість) — властивість інфекційних захворювань передаватися від хворих людей (тварин) здоровим сприйнятливим людям (тваринам), шляхом поширення відповідних збудників при безпосередньому контакті або через передавальні фактори[11].
- Сила зараження — частота, з якою сприйнятливі[en] індивіди (раніше не хворіли й нещеплені), заражаються інфекційною хворобою.
- Сексуальна мережа[en]— соціальна мережа, яка визначається сексуальними відносинами всередині певної групи людей.

Статистичні властивості сексуальних мереж мають вирішальне значення для поширення захворювань, що передаються статевим шляхом.
Особливому обліку підлягають важливі неепідемічні захворювання. Облік пацієнтів з хронічними захворюваннями важливий як в епідеміологічному, так і в соціальному відношенні.
- Одним із таких показників у статистиці є Раковий кластер.
- В Україні для оцінки якості надання онкологічної допомоги застосовується показник летальності до року (від моменту діагностики злоякісного новоутворення); в країнах Європи та США для цього використовують показник[12] виживаності, який є інтегральним критерієм оцінки якості надання онкологічної допомоги населенню, в тому числі діагностики, лікування та організації диспансерного спостереження за хворими. Показник виживаності є адекватним критерієм для оцінки ефективності організації онкологічної допомоги хворим на рак.
- Розрізняють загальну (спостережувану) виживаність, відносну виживаність, нетто-виживаність, причиноспецифічну виживаність, медіанну виживаність. Вивчення аналізу виживаності на рівні популяції є складним і витратним процесом.[13]

- У багатьох дослідженнях вивчаються різні підгрупи населення, для яких існує ризик захворювання в різні періоди часу, а також особи під ризиком протягом тимчасових періодів різної тривалості. Таким чином вивчається Кумулятивна захворюваність (кумулятивний коефіцієнт захворюваності).

Для оцінювання достовірності результатів статистичного дослідження. Основи доказової медицини.
Будь-яке статистичне дослідження складається з шести етапів. Після первинного узагальнення і групування статистичних даних (2 етап), проводиться економічна та фінансова оцінка об'єкта аналізу (3 етап), комп'ютерний аналіз первинних і узагальнених розширених (об'ємних) статистичних даних (3 етап), комп'ютерне прогнозування за обраними найбільш важливих напрямків (4 етап). Прийняття управлінського рішення є завершальним (5 етап) етапом статистичного дослідження.
- Відносна частота експериментальних подій — відношення числа випробувань, у яких подія з'явилася, до загального числа фактично зроблених випробувань.
- Статистична ймовірність — число, до якого прагне стійка відносна частота.
- Контроль частоти подій.
- Різниця ризиків[en](Абсолютне зниження ризику (absolute risk reduction, ARR).
- Відносний ризик (relative risk, RR) або співвідношення ризиків (risk ratio) — відношення захворюваності серед осіб, які зазнали і не піддавалися певному впливу. Показує силу зв'язку між впливом і захворюванням.
- Зниження відносного ризику (Relative Risk Reduction, RRR) — відносне зменшення частоти несприятливих наслідків у групі розробленого способу у порівнянні з такою в групі традиційним способом.

Для оцінювання клінічної ефективності проведених лікувальних або реабілітаційних заходів.
Оцінка медичних технологій (health technology assessment) — експертиза медичних технологій щодо клінічної ефективності, економічної доцільності, організаційних проблем та проблем безпеки для громадян у зв'язку з їх застосуванням. Цінність медичної технології може бути визначена шляхом вивчення передбачуваних та непередбачуваних наслідків її використання порівняно з існуючими альтернативами.
В Україні термін «оцінка медичних технологій» застосовується у значенні, наведеному у Законі України «Основи законодавства України про охорону здоров'я». Процедуру державної оцінки медичних технологій визначено Порядком проведення державної оцінки медичних технологій, затвердженим постановою Кабінету Міністрів України від 23 грудня 2020 року N 1300.
- Клінічна ефективність[14] (англ. efficacy) — результат лікування, за якого технологія є ефективною у контрольованих умовах дослідження (клінічне дослідження третьої фази).
- Номер, необхідний для шкоди.
- Кількість пацієнтів, яку необхідно пролікувати (англ. NNT, number needed to treat)
- Мінімальна клінічно важлива різниця.

Багато медичних тестів (наприклад, тестів на вагітність) мають два можливі результати: позитивний або негативний. Однак іноді тести дають неправильні результати у вигляді хибнопозитивних або хибнонегативних результатів. Хибнопозитивні та хибнонегативні результати можна описати за допомогою статистичних концепцій помилок типу I та типу II відповідно, де нульовою гіпотезою є те, що тест пацієнта дасть негативний результат.
Точність медичного тесту зазвичай розраховується у вигляді:
- позитивних прогностичних значень (PPV);
- негативних прогностичних значень (NPV).

PPV та NPV медичних тестів залежать від внутрішніх властивостей тесту, а також від поширеності стану, на який тестується. Наприклад, якщо будь-який тест на вагітність був проведений групі осіб, які були біологічно нездатні завагітніти, тоді PPV тесту становитиме 0 %, а його NPV становитиме 100 % просто тому, що справді позитивні та хибнонегативні результати не можуть існувати в цій популяції.

## Пов'язана статистична теорія
- Пропорційні моделі ризиків
- Дослідження з активним контролем: клінічні дослідження, в яких нове лікування порівнюється з іншим активним агентом, а не з плацебо
- ADLs[en] (Шкала повсякденної діяльності): термін, який використовується в охороні здоров'я для позначення щоденної діяльності людей по догляду за собою. Медичні працівники часто використовують як міру функціонального стану людини щодо здатності або нездатності виконувати ADLs. Використовується під час дослідження різноманітних хронічних станів, що призводять до інвалідності, наприклад артриту. Ця шкала базується на оцінці відповідей на запитання про догляд за собою, догляд за собою тощо[16]
- Актуарна статистика: статистика, яка використовується актуаріями для розрахунку зобов'язань, оцінки ризиків і планування фінансового курсу страхування, пенсій тощо[17]